# Holt County, Missouri
Holt County är ett administrativt område i delstaten Missouri, USA, med 4 912 invånare. Den administrativa huvudorten (county seat) är Oregon. 

## Geografi
Enligt United States Census Bureau har countyt en total area på 1 215 km². 1 196 km² av den arean är land och 19 km² är vatten. 

### Angränsande countyn
- Atchison County - nord
- Nodaway County - nordost
- Andrew County - sydost
- Doniphan County, Kansas - syd
- Brown County, Kansas - sydväst
- Richardson County, Nebraska - väst
- Nemaha County, Nebraska - nordväst